# Seznam senatorjev 13. parlamenta Kraljevine Italije
Seznam senatorjev 13. parlamenta Kraljevine Italije je urejen po letu imenovanja.

## 1876
- Aldo Annoni
- Alessandro Avogadro di Casanova
- Cesare Bardesono di Rigras
- Angelo Bargoni
- Cesare Bertea
- Antonio Berti
- Lorenzo Bruno
- Alessandro Cavagnari
- Giovanni Andrea D'Andrea
- Achille Del Giudice
- Edoardo Deodati
- Michele Giacchi
- Luigi Gravina
- Angelo Grossi
- Francesco Magni
- Giuseppe Manfredi
- Paolo Mantegazza
- Domenico Merlo
- Jacopo Moleschott
- Robustiano Morosoli
- Alessandro Negri di San Front
- Luigi Palmieri
- Giovanni Raffaele
- Antonio De Reali
- Giuseppe Antonio Rossi
- Gaetano Sacchi
- Vittorio Sacchi
- Andrea Verga
- Luigi Zini

## 1877
- Girolamo Boccardo
- Giuseppe Boschi
- Eugenio Fasciotti
- Antonio Malusardi

## 1878
- Cesare Bonelli
- Giovanni Bruzzo
- Luigi Corti
- Gustavo Mazè de la Roche

## 1879
- Giuseppe Giacomo Alvisi
- Giovanni Cantoni
- Giuseppe Cencelli
- Antonio Colocci
- Luigi Cremona
- Pietro De Angelis
- Maurizio Farina
- Mauro Macchi
- Giovanni Andrea Maffei
- Salvatore Majorana Calatabiano
- Pietro Manfrin
- Giuseppe Mazzoni
- Raffaele Mezzanotte
- Alessandro Nunziante
- Marcello Panissera di Veglio
- Federico Pescetto
- Enrico Pessina
- Luigi Pissavini
- Giuseppe Rega
- Francesco Rizzoli
- Tiberio Sergardi
- Giorgio Tamajo
- Giovanni Thaon di Revel
- Agostino Todaro
- Giuseppe Tornielli Brusati di Vergano
- Pietro Torrigiani
- Leonardo Vigo Fuccio
- Ottaviano Vimercati

## 1880[1]
- Ferdinando Acton
- Enrico Amante
- Giovanni Battista Bertini
- Giuseppe Borselli
- Bartolomeo Casalis
- Giuseppe Cocozza
- Clemente Corte
- Sebastiano De Luca
- Panfilo De Riseis
- Trojano Delfico de Filippis
- Antonio Ghivizzani
- Domenico Giuli
- Gaspare Gorresio
- Andrea Guarneri
- Gaetano La Loggia
- Angelo Martinengo di Villagana
- Giovanni Maurigi
- Giuseppe Mazzacorati
- Pericle Mazzoleni
- Giacinto Pacchiotti
- Emilio Pallavicini di Priola
- Gabriele Luigi Pecile
- Alfonso Sanseverino Vimercati
- Achille Tamborino
- Corrado Valguarnera
- Augusto Vera